# IG Prisen
IG Prisen blev indstiftet i 1980 som en søsterpris til ID Prisen. Hvor ID Prisen belønnede industrielt design, blev IG Prisen lavet for at belønne grafisk design som bomærker, skrifttyper, skilte, symboler og ikoner.
Prisen blev uddelt hvert år af det tidligere Dansk Designråd (nu Designrådet).
I 2000 blev IG Prisen sammenlagt med ID Prisen og dannede Den Danske Designpris.

## Prismodtagere
Denne liste er ufuldstændig; hjælp gerne med at udfylde den.

IG Prisen nåede at blive uddelt 19 gange. Nedenfor er et uddrag af prismodtagerne.
- 1980: Bomærke for Kræftens Bekæmpelse. Design: Plan Design A/S, Rolf Lagersson
- 1981: Bomærke for H.Christensen & Søn A/S af Ole Friis
- 1982: Plakater af Per Arnoldi, 1970-82
- 1984: Bomærke for Dansk Datamatik Center af Ole Friis
- 1985: Grafisk design af Carlsberg Sort Guld. Design: Bergsøe 1, Peter Hiort
- 1986: Bomærke for Vester Kopi af Ole Friis
- 1990: Carli Gry-katalog for Jackpot & Cottonfield. Design: Joel Andersen og Helle Heiberg
- 1991: Skilteprogram til Københavns Lufthavn. Design: Designlab, Per Mollerup, Bastian Andersen, Trygve Hansen
- 1994: Visuel kampagneidentitet DTU. Design: Kontrapunkt, Partner Kim Meyer Andersen, Grafisk designer Niels Rinder
- 1999: DSBs typografi. Design: DSB v/ Pia Bech Mathiesen sammen med Kontrapunkt,  Steltonkatalog udført af grafikeren Finn Nygaard

## Eksterne links
- Dansk Design Center
- Designrådet Arkiveret 17. maj 2014 hos  Wayback Machine

 Der er for få eller ingen kildehenvisninger i denne artikel, hvilket er et problem. Du kan hjælpe ved at angive troværdige kilder til de påstande, som fremføres i artiklen.